# مانشستر يونايتد موسم 2004–05
كان موسم 2004–05 هو الموسم الثالث عشر لمانشستر يونايتد في الدوري الإنجليزي الممتاز، والموسم الثلاثين على التوالي في الدرجة الأولى لكرة القدم الإنجليزية. 
وانتهى الموسم بلا ألقاب (والموسم الرابع فقط بلا ألقاب في 17 موسمًا) بالنسبة لمانشستر يونايتد، الذي احتل المركز الثالث في الدوري الإنجليزي الممتاز برصيد 77 نقطة. وذهب اللقب إلى تشيلسي الذي أنهى الموسم برصيد قياسي بلغ 95 نقطة وخسر مباراة واحدة فقط طوال الموسم، بينما احتل أرسنال بطل الموسم السابق المركز الثاني.
انتهت مشواره في دوري أبطال أوروبا في الجولة الأولى من خروج المغلوب على يد ميلان، بينما خرجوا من كأس الرابطة على يد تشيلسي في الدور نصف النهائي. تبددت الفرصة الأخيرة للفوز باللقب عندما أهدر بول سكولز ركلة جزاء أمام أرسنال في ركلات الترجيح بعد التعادل بدون أهداف في نهائي كأس الاتحاد الإنجليزي 2005.
وفي ملاحظة أكثر إيجابية للنادي، تم التصويت للمهاجم البالغ من العمر 19 عامًا والهداف الرائد للنادي واين روني كأفضل لاعب شاب في الدوري الإنجليزي الممتاز .
كما أنهى يونايتد سلسلة أرسنال القياسية التي استمرت لمدة 49 مباراة متتالية دون هزيمة في الدوري بفوزه 2–0 على أرضه في أواخر أكتوبر.